# Slobodan Boškan
Slobodan Boškan (cyr. Слободан Бошкан; ur. 18 sierpnia 1975 w Nowym Sadzie) – serbski siatkarz, reprezentant Jugosławii, a później Serbii i Czarnogóry, a także Serbii, grający na pozycji przyjmującego.
Zdobył złoty medal w 2000 r. na Igrzyskach Olimpijskich w Sydney. Został również mistrzem Europy w 2001 r. w Czechach. 

## Sukcesy zawodnicze

### klubowe
| Klub/Reprezentacja       | Osiągnięcie                      | Trofeum        | Rok                                |
| Vojvodina Nowy Sad       | Puchar Serbii i Czarnogóry       | złoto          | 1995, 1996, 1998, 1999, 2004       |
| Vojvodina Nowy Sad       | Liga serbsko-czarnogórska        | złoto          | 1995, 1996, 1997, 1998, 1999, 2004 |
| Vojvodina Nowy Sad       | Puchar Europy Mistrzów Klubowych | brąz           | 1996                               |
| Olympiakos SFP           | Liga grecka                      | złoto          | 2000                               |
| GS Iraklis               | Liga grecka                      | srebro         | 2003                               |
| Tours VB                 | Puchar Francji                   | złoto          | 2005, 2006                         |
| Tours VB                 | Liga Mistrzów                    | złoto · srebro | 2005 2007                          |
| Tours VB                 | Superpuchar Francji              | złoto          | 2005                               |
| Tours VB                 | Liga francuska                   | srebro         | 2006                               |
| Budvanska Rivijera Budva | Liga czarnogórska                | złoto          | 2009, 2010, 2011                   |
| Budvanska Rivijera Budva | Puchar Czarnogóry                | złoto          | 2010, 2011                         |

### reprezentacyjne
z reprezentacją Jugosławii
Mistrzostwa Europy:
- 2001
- 1997
- 1995, 1999

Mistrzostwa Świata:
- 1998

Igrzyska Olimpijskie:
- 2000

Puchar Wielkich Mistrzów:
- 2001

Liga Światowa:
- 2002

z reprezentacją Serbii i Czarnogóry
Liga Światowa:
- 2003, 2005

Puchar Świata:
- 2003

Mistrzostwa Europy:
- 2005, 2007

## Sukcesy trenerskie

### klubowe
Puchar Czarnogóry:
- 2015, 2016

Liga czarnogórska:
- 2015, 2016

Puchar Ligi Greckiej:
- 2017

Puchar Grecji:
- 2017

Liga grecka:
- 2017

Superpuchar Serbii:
- 2020, 2021

Liga serbska:
- 2021, 2022
- 2023[2]

### reprezentacyjne
Liga Europejska:
- 2014